# Иулиания Вяземская
Иулиани́я Вя́земская (Новото́ржская) — супруга князя Симеона Мстиславича Вяземского, дочь боярина Максима Данилова. Почитается в Русской православной церкви как святая. Память благоверной княгини (мученицы) Иулиании совершается в православной церкви 21 декабря (3 января) и 2 (15) июня — день обретения её мощей.
Смоленский князь Юрий Святославич, прельщённый её красотой, убил во время пира её мужа и покусился на её целомудрие. Защищаясь, Иулиания ударила его ножом, и разъяренный Юрий мечом отрубил ей руки и ноги, а тело велел бросить в реку Тверцу. Это произошло 21 декабря 1406 года.

Весной 1407 года её тело было обнаружено плывущим против течения по реке Тверце, и, по преданию, больному крестьянину голос с неба повелел собрать духовенство и погрести тело у южных дверей Спасо-Преображенского собора города Торжка. Как свидетельствует Церковь, в последующие века был отмечен целый ряд исцелений, совершившихся от её мощей.

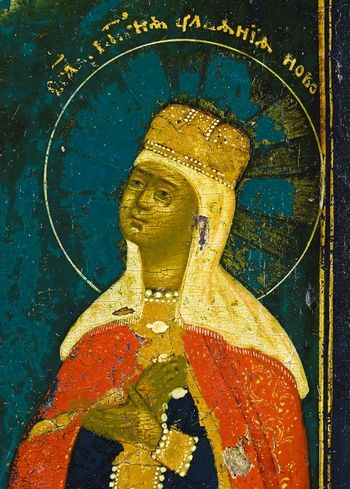
Благоверная княгиня Иулиания Вяземская. Фрагмент иконы «Новоторжские чудотворцы». 1797 г.

В 1815 году при ремонтных работах была вскрыта гробница святой Иулиании. Её мощи были помещены в раке в приделе, построенном в её честь (освящён 2 июня 1819 года). В 1918 году после закрытия собора большевиками мощи были перенесены в храм Архангела Михаила и пребывали там до 1930 года. После этого их судьба остаётся неизвестной.
Рака с мощами святой 19 февраля 1919 года была вскрыта представителями советской власти, и, согласно отчёту, в раке среди прочих костей были найдены кости рук, что противоречит житию святой.